# 宮地武彦
宮地 武彦（みやち たけひこ、 1938年生）は、佐賀県の民話著作家。カウンセラー。

## 略歴
1938年（昭和13年）6月4日、佐賀市巨勢町牛島宿に生まれる。
1954年（昭和29年）3月、佐賀市立成章中学校卒業。
1957年（昭和32年）3月、佐賀県立佐賀高等学校卒業。
1957年（昭和32年）12月、株式会社理研農産退社。
1962年（昭和37年）3月、國學院大學文学部文学科卒業。
1962年（昭和37年）4月、佐賀県立佐賀高等学校（定）、神埼農、小城高、佐賀北（通）、佐賀東、神埼高、佐賀工、多久工教諭（1999年（平成11年）3月定年退職）
1982年（昭和57年）3月、佐賀県教育センター断続研修（教育相談）修了。
1983年（昭和58年）8月、九州地区カウンセリング技術指導講座の全課程修了。
1983年（昭和58年）4月、佐賀県教育相談員・佐城地区（1986年（昭和61年）3月まで）。
1986年（昭和61年）4月、佐賀県教育相談員・三神地区（1988年（昭和63年）3月まで）。
1992年（平成4年）8月、『登校拒否生徒たちの「親の会」の試み』（日本教育相談学会全国大会佐賀大会で発表「月間学校教育相談増刊号」（1992年（平成4年）12月 学事出版）。
1996年（平成8年）4月、日本教育相談学会学校カウンセラー認定（196号）。
1999年（平成11年）4月、佐賀短期大学エルダーカレッジ非常勤講師。九州龍谷短期大学非常勤講師（平成13年3月まで）。 唐津市立佐志小・中学校、東松浦郡七山村立小・中学校非常勤のスクールアドバイザー（2000年（平成12年）3月まで）
2001年（平成13年）3月、佐賀大学大学院教育学研究科教科教育専攻修士課程修得の学位を受ける。
2001年（平成13年）4月、佐賀県立牛津・小城・多久・厳木高等学校非常勤のスクールアドバイザー（2004年（平成16年）3月まで）。
2004年（平成16年）3月、長崎純心大学大学院人間文化研究科人間文化専攻の博士後期課程単位修得、博士（学術・文学）の学位を受ける。
2004年（平成16年）4月、佐賀県立多久・厳木・唐津工業・唐津商業高等学校、佐賀県立盲学校非常勤のスクールアドバイザー。

## 賞罰
1986年（昭和61年）1月、佐賀民俗学会より民俗学（民話の発掘）で坂田賞を授けられる。
2003年（平成5年）1月、日動火災教育振興個人研究の部で不登校生徒の教育実践で表彰。
2005年（平成7年）3月、NHK第70回放送記念日に佐賀の民話の地域放送で表彰。

## 著書
単著
- 『佐賀の民話』 第1集 第2集 昭和51年6月、53年11月 未來社
- 『脊振山麓昔話集』全国昔話資料集成26 昭和52年11月 岩崎美術社
- 『肥前伊万里の昔話と伝説』―松尾テイ媼の語る昔話― 昭和61年10月 三弥井書店
- 『水ぐるま』―蒲原タツエ媼の語る肥前有明・塩田の昔話― 平成2年7月 三弥井書店
- 『肥前の口承文芸考』平成11年7月 昭和堂
- 『多久・飯盛翁が語る佐賀の民話』平成11年11月 佐賀新聞社

共著・編著
- 『九州の民間信仰』 昭和48年12月 明玄書房
- 『日本の民話14 九州Ⅰ』 昭和51年7月 研秀出版
- 『佐賀の伝説』 昭和54年9月 角川書店
- 『佐賀のことば』 昭和61年3月 NHK佐賀放送局
- 『北九州 日本伝説大系』第13巻 昭和62年3月 みずうみ書房
- 勇壮華麗十四台の曳山 『祭礼行事 佐賀県』  平成3年 9月 桜楓社

論文
- 盲僧と文芸*『口承文芸の展開』  昭和50年1月 桜楓社
- 唐津の裏町勘右衛門考*『昔話研究懇話会』昭和50年6月 三弥井書店
- 頓智話の連続性－唐津の裏町勘右衛門話をめぐって－ 昭和52年6月 三弥井書店
- 「絵描き座話」考―有田の艶笑譚をめぐってー 昭和59年 1月 三弥井書店
- 「肥前盲僧と昔話」*『盲僧』歴史民俗学論集２ 平成 5年4月 名著出版
- 「筑前盲僧と芸能」*『仏教芸能と美術』仏教民俗学大系5 平成5年9月 名著出版
- 「肥前の語り手」講座日本の伝承文学 第８卷*『在地伝承の世界』【西日本】 平成12年3月 三弥井書店

学会誌・研究紀要
- 盲僧の文芸性「説話文学」第11号 昭和51年6月 説話文学会
- 民話調査・展望と視点（九州）「国文学」11月号 通巻303号 昭和51年11月 学燈社
- 筑後川河口の昔話 「口承文芸研究」第2号 昭和54年1月 日本口承文芸学会
- 肥前の艶笑譚「傳統―研究 第8号」 平成12年3月 アジア傳統研究所
- 『源氏物語』における三輪山伝説「国文学論集」第12号 平成14年8月 九州龍谷短期大学国語国文学会
- 肥前盲僧考「人間文化研究」創刊号  平成15年3月 長崎純心大学院